# Krim Belkacem
Krim Belkacem (kabyl: Krim Belqasem), född 14 december 1922, död 18 oktober 1970, var en algerisk politiker.
Han föddes i byn Aït Yahia Ou Moussa, nära Draa el-Mizan i Kabylregionen i Algeriet. Under andra världskriget tjänstgjorde han i franska armén och befordrades till korpral. Han var känd som en utmärkt skytt. Efter demobiliseringen i oktober 1945 återvände han till sin hemby. Han anslöt sig till den underjordiska rörelsen och satte upp celler runt om i Draa el-Mizan. Han anklagades för mord på en skogvaktare och jagades. Två gånger, 1947 och 1950, dömdes han till dödsstraff.
Under det algeriska frihetskriget (på franska: Guerre d'Algérie), som var en konflikt mellan Frankrike och Algeriet som pågick från 1954 till 1962, vilket ledde till Algeriet fick sin självständighet från Frankrike, tjänstgjorde han som chef för FLN:s tredje grupp i Kabylregionen. 
Belkacem lämnade sedan Algeriet efter slaget om Algeriet. 
Han utsågs sedan till försvarsminister och sedan till utrikesminister 1958 i den provisoriska regeringen i den algeriska republiken (GPRA) och sedan till den främste förhandlare vid förhandlingarna i Évian i mars 1962. 
Efter politiskt maktskifte, 1965, återvände han till oppositionen mot Houari Boumediène. Han anklagades för att ha organiserat ett mordförsök mot denne och dömdes i sin frånvaro (in absentia) till döden. Han hittades sedan mördad 1970 på ett hotellrum i Frankfurt, Tyskland. Han blev sedermera postumt rehabiliterad av algeriska staten genom att bli begravd på Carré des Martyrs, El Aliakyrkogården, 24 oktober 1984.
Familj/Släkt: Finns i Schweiz, Kanada, Frankrike, Algeriet, Sverige mfl.